# 神奈川県県民局
神奈川県県民局 （かながわけんけんみんきょく）は、かつて神奈川県局設置条例により神奈川県に置かれていた知事部局の一つ。2018年4月の組織再編により廃止された。

## 分掌事務
1. 公聴及び広報に関する事項
2. 国際交流及び国際協力に関する事項
3. 私学及び宗教に関する事項
4. 青少年の健全育成に関する事項
5. 消費生活その他県民生活に関する事項

## 組織
- 局長
  - 企画調整部
    - 企画調整課、経理課、広報課

  - 県民活動部
    - 人権男女共同参画課、県民課、情報公開課、ＮＰＯ協働推進課

  - くらし文化部
    - 文化課、国際課、学事振興課、消費生活課

  - 青少年部
    - 青少年課

## 出先機関
- かながわ県民活動サポートセンター
- かながわ女性センター
- 女性相談所
- 公文書館
- パスポートセンター
  - 川崎支所
  - 県央支所
- 外語短期大学
- 青少年センター
- 清川青少年の家